# واترفیلد ۱۶۴۵
سیارک ۱۶۴۵ (به انگلیسی: 1645 Waterfield، نامگذاری:1933OJ) هزار و ششصد و چهل و پنجمین سیارک کشف شده‌است که در ۲۴ ژوئیه ۱۹۳۳ و در هایدلبرگ کشف شد.
قدر مطلق سیارک برابر ۱۰٫۷۰ است.